# Gulzige instituties
Gulzige instituties of greedy institutions, zijn volgens de socioloog Lewis Coser organisaties, die trachten de exclusieve en onverdeelde loyaliteit van hun leden te verwerven, en hen af te houden van andere maatschappelijke banden. Anders dan totale instituties, gebruiken gulzige instituties daartoe geen lichamelijke dwang, maar streven ze naar instemming en medewerking van hun leden, voornamelijk door hen sociaal te isoleren en een gevoel van uitverkorenheid te creëren. Gulzige instituties zijn een sociologisch concept dat sinds de introductie door Coser in 1974 op diverse maatschappelijke domeinen is toegepast.

## Categorieën van gulzige instituties
Coser onderzocht diverse manifestaties van het fenomeen in verschillende historische periodes, en in verschillende sociale verbanden. Zowel heersers, gezinnen als collectieven konden zich gulzig tonen. 
- In de eerste categorie toonde hij hoe eunuchen afhankelijk waren van de sultan, hoe joodse financiers gebruikt werden door christelijke vorsten en waarom Lodewijk XV van Frankrijk koos voor maîtresses van lage komaf.

- Op familiaal niveau analyseerde hij het mechanisme bij huispersoneel en huisvrouwen uit de Amerikaanse middenklasse. Dit laatste hoofdstuk schreef hij met zijn vrouw Rose Laub Coser.

- Onder groepen en collectieven ten slotte vergeleek hij hoe gulzigheid kon voortkomen uit het celibaat van katholieke priesters én uit de verplichte promiscuïteit in utopische communes. Hij trok parallellen tussen het functioneren van de jezuïeten en de leninisten, en analyseerde de werking van sekten. Hij wees erop hoe mensen totalitaire aanspraken op hun persoon als juist en rechtmatig konden ervaren doordat ze zich uitverkoren voelden, en meenden over bijzondere kennis of eigenschappen te beschikken.

## Modus operandi van gulzige instituties
Persoonlijke autonomie laat individuen toe zich te ontplooien in diverse sferen, maar noopt hen ook om te gaan met de strijdige verwachtingen die dit teweegbrengt. Gulzige instituties vermijden dergelijke conflicten, door individuen te isoleren van concurrerende relaties en ankers voor hun sociale identiteit. De gulzige institutie biedt hen een beperkte rollenset en beheerst alle facetten van hun leven. Ze maakt onbegrensd aanspraak op hun tijd en op hun mentale en emotionele energie, met het doel hun volledige persoonlijkheid in te lijven. 
Vier structurerende elementen worden hiervoor ingezet:
1. Sancties om participatie in de buitenwereld tot een minimum te beperken.
2. De identiteit van de leden verankeren in een symbolische statusstructuur.
3. Een gevoel van exclusiviteit of elitestatus bevorderen, vaak door insiders als moreel beter te beschouwen dan buitenstaanders.
4. Testen of leden het 'waard' zijn en de minder toegewijde leden elimineren om cohesie te verhogen.

Segal heeft de theorie van Coser toegepast op het leger. Egger de Campo breidde haar uit naar management consultants, spindoctors, Oost-Europees zorgpersoneel en sociale media.

## Voetnoten
1. ↑  Antony J. Puddephatt, "Incorporating Ritual Into Greedy Institution Theory: The Case of Devotion in Amateur Chess" in: The Sociological Quarterly, 2008, nr. 1, p. 157
2. ↑  M.W. Segal, "The Military and the Family as Greedy Institutions" in: Armed Forces & Society, 1986, nr. 1, p. 9-38. DOI:10.1177/0095327X8601300101
3. ↑  Marianne Egger de Campo, "Contemporary Greedy Institutions: An Essay on Lewis Coser’s Concept in the Era of the ‘Hive Mind’" in: Czech Sociological Review, 2013, nr. 6, p. 969-987